# وسام النهضة
وسام النهضة (Supreme Order of the Renaissance)، ثاني أعلى أوسمة الفروسية التي تمنح في الأردن بعد وسام الحسين بن علي. يقلد الوسام بمراسم ملكية ويمنح للملوك ورؤساء الدول، ويجوز منحه للأمراء والنبلاء ورؤساء الحكومات الذين يرى فيهم الملك ما يؤهلهم لنيل هذا الوسام.

## التاريخ
منح هذا الوسام للمرة الأولى الأمير حسين بن علي الهاشمي عام 1917.

## الدرجات
وينقسم وسام النهضة إلى ستة درجات:
- وشاح خاص
- الوشاح
- ضابط كبير
- قائد
- ضابط
- فارس

## الوصف
الشريط عبارة عن خطوط متساوية من الأبيض والأسود والأخضر، مع شريط أحمر وسط الخط الأبيض، وهذا التصميم استخدم منذ عام 1952.
قبل ذلك وفي الفترة من 1917 حتى 1952، كان الشريط يصنع من خطوط متساوية من الأبيض والأسود والأخضر مع شريط أحمر رفيع وسط الخط الأخضر.

## طالع أيضًا
- وسام الحسين بن علي
- وسام الاستقلال